# محمد كارم الحلواني
محمد كارم، هو لاعب كرة قدم مصري، من مواليد 26 يناير 1999، يلعب لصالح منتخب مصر للشباب و نادي بيراميدز المسمي الجديد للأسيوطي، وفي 16 مارس 2014 وقع محمد كارم للنادي الاسيوطي المسمي الجديد بيراميدز سابقا تم انتقال الاعب الي غزل المحلة موسم 2021 وانتقل بعد ذالك لاندية اخري مثل الحمام السكندري عام 2023 أبوقير للأسمدة عام 2024 السكندري واخرهم المجد السكندري علي سبيل الاعارة